# Histoire du Haut-Rhin
1790–1871
(81 ans)
1919–1940
(21 ans)
1944 – en cours
(81 ans)
Entités précédentes :
- Royaume de France (province d'Alsace)
- République de Mulhouse
- République française (Mont-Terrible)
- Empire allemand (district de Haute-Alsace)
- Conseil national d'Alsace-Lorraine
- Conseils d'ouvriers et de soldats en Alsace-Lorraine
- Reich allemand (CdZ-Gebiet Elsass)

Entités suivantes :
- Confédération suisse (canton de Berne)
- Empire allemand (district de Haute-Alsace)
- République française (arrondissement de Belfort)
- Reich allemand (CdZ-Gebiet Elsass)

L'histoire du Haut-Rhin est celle du département français du Haut-Rhin, créé le 4 mars 1790 en application de la loi du 22 décembre 1789 et du décret du 8 janvier 1790. Son territoire correspond à la partie sud de la province d'Alsace, à savoir la Haute-Alsace historique. 
Le traité de Francfort attribue une grande partie du département à l'Empire allemand en 1871. Devenu le district de Haute-Alsace (en allemand : Bezirk Oberelsass), le Haut-Rhin est recréé à l'issue de la Première Guerre mondiale lors de son rattachement à la France.
Annexé par l'Allemagne nazie en 1940, il réintègre le territoire français à la Libération en 1944. Il est inclus dans la région Alsace entre 1956 et 2015. Le Haut-Rhin fait actuellement partie de la région Grand Est. En 2021, il a fusionné avec le Bas-Rhin pour former la collectivité européenne d'Alsace. Le département continue cependant d'exister en tant que circonscriptions administratives de l'État.

## Révolution Française
Le département du Haut-Rhin est créé le 8 mars 1790. Il comprend les districts de Colmar, Altkirch et Belfort, et a comme chef-lieu Colmar. De 1791 à 1793 : les 3 districts du département du Haut-Rhin fournirent 6 bataillons de volontaires nationaux et 3 compagnies[réf. nécessaire].
En 1795, à la suite de la disparition des districts, le département est maintenant composé de 31 cantons.
En 1798, Mulhouse, alors alliée à la Confédération suisse, vote sa Réunion à la République française, qui a lieu le 4 janvier 1798, à l'époque du Directoire. La Stadtrepublik Mülhausen devient la commune de Mulhausen et sera rattachée au Haut-Rhin. 
En 1800, le département absorbe entièrement le département du Mont-Terrible, supprimé par la loi du 28 pluviôse an VIII (17 février 1800), « concernant la division du territoire français et l'administration ». Son territoire fut incorporé au département du Haut-Rhin, dont il forma deux des cinq arrondissements, à savoir :
- Le quatrième arrondissement (chef-lieu : Porrentruy), comprenant les onze cantons suivants : Porrentruy, Chevenez, Damphreux, Cornol, Épauvillers, Saint-Brais, Saignelégier, Saint-Ursanne, Audincourt, Desandans et Montbéliard
- Le troisième arrondissement (chef-lieu : Delémont), comprenant les onze cantons suivants : Delémont, Glovelier, Vicques, Reinach, Laufon, Moutier, Malleray, Courtelary, Bienne, La Neuveville

Dans la même année, les arrondissements de Colmar, Altkirch, Belfort, Delémont et Porrentruy sont créés.

## Du Premier Empire à la chute du Second
En 1814, le département perd les territoires qui avaient fait partie du Mont-Terrible, cédés à la Suisse, à l’exception l'ancienne principauté de Montbéliard (qui formait à l'époque 2 cantons, Audincourt et Montbéliard).
En 1816, les cantons de Montbéliard et Audincourt sont rattachées au Doubs.

## Époque contemporaine
En 1956, le département est inclus dans la région Alsace nouvellement créée.
Les Haut-Rhinois votent majoritairement "non" au Référendum sur la Collectivité territoriale d'Alsace du 7 avril 2013 et rejettent de la création d'une collectivité unique en Alsace par fusion de la région Alsace et des deux départements du Haut-Rhin et du Bas-Rhin. Mais le 1er janvier 2020, le Bas-Rhin et le Haut-Rhin fusionnent finalement au sein de la collectivité européenne d'Alsace. En revanche, les deux circonscriptions administratives et leurs préfectures sont maintenues.